# Escola Saint-Joseph
Escola Saint-Joseph (em francês: École Saint-Joseph) é uma escola católica francesa com sede em Solesmes, uma localidade e comuna francesa, na região de Nord-Pas-de-Calais, departamento de Norte, no distrito de Cambrai e cantão de Solesmes. Foi fundada em 1892 e sua arquitetura é conhecida por ser típica da região. É anexada ao distrito educacional Cambrai - Le Cateau-Cambrésis e agora também é regulamentada contratualmente pela Academia de Lille, uma ramificação do Ministério Francês da Educação Nacional, Ensino Superior e Pesquisa. Em setembro de 2019, conta com mais de trezentos alunos.